# SunTrust Indy Challenge 2002
SunTrust Indy Challenge 2002 var ett race som var den åttonde deltävlingen i Indy Racing League 2002. Racet kördes den 29 juni på Richmond International Raceway, med Sam Hornish Jr. som vinnare, följd av Gil de Ferran.

## Slutresultat
| Plats | Förare            | Team                     | Grid |
| ----- | ----------------- | ------------------------ | ---- |
| 1     | Sam Hornish Jr.   | Panther Racing           | 3    |
| 2     | Gil de Ferran     | Marlboro Team Penske     | 1    |
| 3     | Felipe Giaffone   | Mo Nunn Racing           | 10   |
| 4     | Tomas Scheckter   | Cheever Racing           | 18   |
| 5     | Al Unser Jr.      | Kelley Racing            | 13   |
| 6     | Airton Daré       | A.J. Foyt Enterprises    | 19   |
| 7     | Richie Hearn      | Sam Schmidt Motorsports  | 9    |
| 8     | Jeff Ward         | Chip Ganassi Racing      | 7    |
| 9     | Robby McGehee     | Beck Motorsports         | 16   |
| 10    | Alex Barron       | Blair Racing             | 8    |
| 11    | Mark Dismore      | Team Menard              | 12   |
| 12    | Greg Ray          | A.J. Foyt Enterprises    | 14   |
| 13    | Robbie Buhl       | Dreyer & Reinbold Racing | 20   |
| 14    | Eddie Cheever     | Cheever Racing           | 17   |
| 15    | Laurent Redon     | Conquest Racing          | 4    |
| 16    | Sarah Fisher      | Dreyer & Reinbold Racing | 15   |
| 17    | Hélio Castroneves | Marlboro Team Penske     | 2    |
| 18    | Buddy Lazier      | Hemelgarn Racing         | 5    |
| 19    | Jon Herb          | Racing Professionals     | 21   |
| 20    | George Mack       | 310 Racing               | 22   |
| 21    | Scott Sharp       | Kelley Racing            | 6    |
| 22    | Billy Boat        | CURB/Agajanian Racing    | 11   |